# 邁及呢格格
邁及呢格格，出身不詳，清朝順治帝之格格級庶妃。她的服緞疋數原為二十匹，對比之後的康熙朝內務府檔案，可知邁及呢格格原本的位分等級相當於康熙二十一年服二十匹緞之貴格格（貴人），高於服九匹緞之常侍女子（常在）。

## 生平
目前並不清楚邁及呢格格是在何時被順治帝收為後宮主位，僅知她的初始位份應即為格格級，因為順治朝的福晉級嬪御多為蒙古王公之女，而小福晉級嬪御多為八旗出身，並且曾經為順治帝生育子女。康熙八年，與順治帝的其他幾位遺孀一起遷居到長春宮。康熙十年七月，宮廷對後宮主位的宮分進行更定，原服二十匹緞的邁及呢格格及捏及呢格格改服十五匹緞。康熙十年或之後去世，葬於孝東陵。

## 備註
1. ↑  服緞疋數是後宮主位、婦差和宮女等後宮人員每年從官方獲得的綢緞數量，不僅可視為她們的基本物質待遇，還可作為衡量尊卑的標桿。